# Мармарошский массив
Мармаро́шский (Мармаросский) масси́в (рум. Munții Maramureșului) находится на северном склоне Раховских гор — в одном из отрогов Мармарошского (Мармароского) кристаллического массива на границе Украины (Закарпатская область) и Румынии. Площадь заповедной территории 8990 га, расположена на высоте 750—1940 метров над уровнем моря. Основным горным узлом является гора Поп Иван Мармарошский (1940 м). Мармарошский заповедный массив является популярным туристическим объектом.
На границе массива находятся бассейны потоков Белый и Квасной, которые являются, соответственно, притоками Тисы и Белой Тисы. Бассейн Квасного отличается прохладным и влажным климатом, а для бассейна Белого Потока свойственный более тёплый климат. Средняя температура января здесь составляет −4 °C, июля +18,5 °C, а среднегодовая +7,9 °C. За год в среднем выпадает 1087 мм осадков. В высокогорье климат холодный.
Мармарошский заповедный массив не похож ни на один другой хребет в украинской части Карпат, и, напротив, похож на их румынскую часть. Выражается это в характерном расчленённом рельефе с множественными выходами скал. Благодаря этому, район приобретает немного строгий, но поразительно живописный вид. Это одно из самых живописных мест в Карпатах. Именно по Мармарошскому хребту проходит граница Украины с Румынией.
Мармарошский заповедный массив характеризуется своеобразным растительным покровом, который обусловлен его геологическим строением. Широко распространены смешанные лиственно-хвойные и лиственные леса. Буковые пролесы распространены на южных склонах и на богатых кальцием почвах. В холодном климате на верхней границе леса, которая проходит здесь на высоте 1600—1700 м, распространены пихты. Выше их расположены субальпийские и альпийские луга.
Массив сложен твёрдыми кристаллическими породами — гнейсами, слюдистыми и кварцевыми сланцами, известняками юрского периода. Это и обусловило специфические черты рельефа, почвенного покрова и растительности.
Для рельефа Мармароша характерны глубокие межгорные долины, многочисленные скалистые гребни и вершины, ледниковые цирки. Благодаря скалистым ландшафтам в высокогорье лучше представлены обитатели каменистых россыпей — снежная полёвка и альпийская тиновка. Только здесь отмечен в заповеднике сокол-сапсан, предпочитающий скалистые участки. Из беспозвоночных интерес представляют эндемичные виды насекомых.